# Ян Хуняди (булевард във Варна)
„Ян Хунияди“ е булевард във варненските жилищни квартали „Младост“ и „Трошево“.
Свързва булевард „Владислав Варненчик“, с булевард „Сливница“, с булевард „Цар Освободител“ и с булевард „Република“. Наречен е на унгарския предводител Янош Хунияди (1406 – 1456), участвал във Варненския кръстоносен поход.

## Обекти
Западна страна
- Парк-музей „Владислав Варненчик“
- Областно управление на Министерството на вътрешните работи, сектор „Контрол на автомобилния транспорт“